# Dobroyd Point
Dobroyd Point é um local histórico na região metropolitana do Oeste Interior de Sydney, no estado da Nova Gales do Sul, na Austrália. Dobroyd Point integra o subúrbio de Haberfield, na área do governo local do Conselho do Oeste Interior.